# Provincia de Sing Buri
Sing Buri (en tailandés: จังหวัดสิงห์บุรี) es una de las setenta y seis provincias que conforman la organización territorial del Reino de Tailandia.

## Geografía
La provincia de Sing Buri está situada en la llanura del valle del río Chao Phraya, en el centro de Tailandia.

## Historia
El área de Singburi mantiene una posición importante en la historia tailandesa temprana desde el período Dvaravati hasta período de Ayutthaya. Antes de la provincia se encontraba dividida en 3 provincias muy pequeñas - En Buri, Prom y Sing Buri Buri - que fueron unificadas por el rey Chulalongkorn (Rama V) en el año 1895.

## Divisiones Administrativas

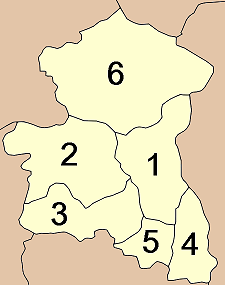
Distritos de la provincia.

Esta provincia tailandesa se encuentra subdividida en una cantidad de distritos (amphoe) que aparecen numerados a continuación:
- 1. Mueang Sing Buri
- 2. Bang Rachan
- 3. Khai Bang Rachan
- 4. Phrom Buri
- 5. Tha Chang
- 6. In Buri

## Demografía
La provincia abarca una extensión de territorio que ocupa una superficie de unos 822,5 kilómetros cuadrados, y posee una población de 232.766 personas (según las cifras del censo realizado en el año 2000). Si se consideran los datos anteriores se puede deducir que la densidad poblacional de esta división administrativa es de 283 habitantes por kilómetro cuadrado aproximadamente.